# Кенегез (Красногвардейский район)
Кенеге́з (укр. Кенеґез, крымскотат. Kenegez, Кенегез) — исчезнувшее село в Красногвардейском районе Республики Крым, располагавшееся в центре района, в степной части Крыма, примерно в 2 км к юго-западу от села Красный Партизан.

## История
Первое документальное упоминание села встречается в Камеральном Описании Крыма… 1784 года, судя по которому, в последний период Крымского ханства Кенегес входил в Ташлынский кадылык Акмечетского каймаканства. После присоединения Крыма к России (8) 19 апреля 1783 года, (8) 19 февраля 1784 года, именным указом Екатерины II сенату, на территории бывшего Крымского Ханства была образована Таврическая область и деревня была приписана к Перекопскому уезду. После Павловских реформ, с 1796 по 1802 год, входила в Перекопский уезд Новороссийской губернии. По новому административному делению, после создания 8 (20) октября 1802 года Таврической губернии, Кенегез был включён в состав Кучук-Кабачской волости Перекопского уезда.
По Ведомости о всех селениях, в Перекопском уезде состоящих… от 21 октября 1805 года в деревне Кенегез числилось 6 дворов и 33 жителя, исключительно крымских татар. На военно-топографической карте генерал-майора Мухина 1817 года обозначена деревня Кенегес с 7 дворами. После реформы волостного деления 1829 года деревню, согласно «Ведомости о казённых волостях Таврической губернии 1829 года», отнесли к Агъярской волости. На карте 1836 года в деревне 9 дворов, а на карте 1842 года Кенегез обозначен условным знаком «малая деревня» (это означает, что в нём насчитывалось менее 5 дворов).
В 1860-х годах, после земской реформы Александра II, деревню приписали к Григорьевской волости того же уезда. В «Списке населённых мест Таврической губернии по сведениям 1864 года», составленном по результатам VIII ревизии 1864 года, Кенегез — татарская деревня с 6 дворами, 24 жителями и соборной мечетью при безъименной балкѣ, а на карте 1865 года в Кенегезе показаны 7 дворов. В «Памятной книге Таврической губернии 1889 года», включившей результаты Х ревизии 1887 года, записан Кенегез с 12 дворами и 68 жителями.
После земской реформы 1890 года деревню отнесли к Бютеньской волости. Согласно «…Памятной книжке Таврической губернии на 1892 год», в деревне Кенегез, находившейся в частном владении, было 32 жителя в 5 домохозяйствах. По «…Памятной книжке Таврической губернии на 1900 год» в деревне числилось 60 жителей в 10 дворах, в 1902 году — 54 жителя в 11 дворах. В Статистическом справочнике Таврической губернии. Ч.II-я. Статистический очерк, выпуск пятый Перекопский уезд, 1915 год Кенегез не записан.
После установления в Крыму Советской власти и учреждения 18 октября 1921 года Крымской АССР, в составе Симферопольского уезда был образован Биюк-Онларский район, в состав которого включили село. В 1922 году уезды получили название округов. 11 октября 1923 года, согласно постановлению ВЦИК, в административное деление Крымской АССР были внесены изменения, в результате которых был ликвидирован Биюк-Онларский район и село включили в состав Симферопольского. Согласно Списку населённых пунктов Крымской АССР по Всесоюзной переписи 17 декабря 1926 года в селе Кенегез-Итак, Старо-Итакского сельсовета Симферопольского района, числилось 24 двора, все крестьянские, население составляло 108 человек, из них 103 татарина и 5 русских. Постановлением КрымЦИКа «О реорганизации сети районов Крымской АССР» от 15 сентября 1930 года был вновь создан Биюк-Онларский район, теперь как немецкий национальный (лишённый статуса национального постановлением Оргбюро ЦК КПСС от 20 февраля 1939 года) (указом Президиума Верховного Совета РСФСР № 621/6 от 14 декабря 1944 года переименованный в Октябрьский) и село включили в его состав. В последний раз в доступных документах селение встречается на двухкилометровке РККА 1942 года.

### Динамика численности населения
| - 1805 год — 33 чел. - 1864 год — 24 чел. - 1889 год — 68 чел. - 1892 год — 32 чел. | - 1900 год — 60 чел. - 1902 год — 54 чел. - 1926 год — 108 чел. |